# آندریا کر
آندریا جین کُر (انگلیسی: Andrea Jane Corr؛ زادهٔ ۱۷ مهٔ ۱۹۷۴) خواننده-ترانه‌پرداز، آهنگساز، موسیقی‌دان، بازیگر و نوازنده پیانو اهل جمهوری ایرلند است. وی از سال ۱۹۹۰ میلادی تاکنون مشغول فعالیت بوده است.
کُر در سال ۱۹۹۰ به عنوان خواننده اصلی گروه موسیقی سلتیک، فولک راک و پاپ راک کرز به همراه سه خواهر و برادر بزرگترش کارولین، شارون و کار هنری‌اش را آغاز کرد. او به غیر از آواز خواندن، تین ویسل (فلوت ایرلندی)، ماندولین، یوکللی و پیانو می‌نوازد.
کُر با بقیه اعضای گروه، هفت آلبوم استودیویی، دو آلبوم گردآوری‌شده، یک آلبوم ریمیکس و دو آلبوم زنده منتشر کرده است. کُر همچنین مدتی نیز به‌صورت منفرد فعالیت کرد و نخستین آلبوم خود را به نام ده فوت ارتفاع در سال ۲۰۰۷ منتشر کرد. این آلبوم از سبک آهنگ‌های کرز فاصله گرفت و بیشتر آهنگ‌های دنس پاپ بود. آلبوم بعدی او که در ۳۰ مه ۲۰۱۱ منتشر شد، کاملاً از بازخوانی ترانه‌هایی تشکیل شده بود که در جوانی برای او مهم بودند.
کُر در امور خیریه هم فعال است. او کنسرت‌های خیریه‌ای برای جمع‌آوری پول برای پروژه «دهکده کودکان لیبریایی پاواروتی و دوستان»، بیمارستان فریمن در نیوکاسل، قربانیان بمب‌گذاری اوماگ در ایرلند شمالی و پرینس تراست در سال ۲۰۰۴ برگزار کرده است. او سفیر کارزار «۴۶۶۶۴» نلسون ماندلا است که آگاهی عمومی را نسبت به ایدز در آفریقا افزایش می‌دهد. گروه کرز در طول کنسرت‌های خیریه جهانی لایو ۸ در ادینبرو در ۲ ژوئیه ۲۰۰۵، «وقتی ستارگان آبی می‌شوند» را در کنار بونو اجرا کرد تا کارزار «به فقر پایان دهید» را تبلیغ کند.
ملکه الیزابت دوم در سال ۲۰۰۵ میلادی به دلیل مشارکت در موسیقی و امور خیریه به او و خواهران و برادرش مقام افتخاری عضو والامقام امپراتوری بریتانیا را اعطا کرد.

## اوایل زندگی
آندریا جین کُر از پدری به نام جری کُر، سرپرست یک واحد حقوق و دستمزد در هیئت تأمین برق ایرلند و مادری به نام جین که زن خانه‌دار بود به دنیا آمد. او کوچک‌ترین فرزند از پنج فرزند خانواده است. برادر بزرگتر جرارد زمانی که تنها سه سال داشت در یک تصادف جاده‌ای قبل از تولد او و خواهرش کارولین کشته شد. آندریا در مورد این مرگ ویرانگر با رایان توبریدی در برنامهٔ لیت لیت شو که توسط آر.تی.ای پخش شد، صحبت کرد.
خواهران و برادران همگی در دانداک واقع در شهرستان لوث، جمهوری ایرلند بزرگ شدند. جری و جین خودشان یک گروه موسیقی به نام «ساوند اَفیر» داشتند که آهنگ‌هایی از گروه‌های موسیقی آبا و ایگلز را در میخانه‌های محلی در دانداک اجرا می‌کردند و در بیشتر مواقع فرزندان خود را به همراه می‌آوردند.
آندریا با تشویق والدینش تین ویسل (فلوت ایرلندی) را به دست گرفت و پدرش نواختن پیانو را هم به او آموزش داد. در طول سال‌های نوجوانی، او و خواهران و برادرش اغلب در اتاق خواب جیم در خانه‌ای که او اجاره کرده بود تمرین می‌کردند. آندریا خوانندهٔ اصلی بود، شارون ویولن می‌نواخت و کارولین و جیم هر دو کیبردز می‌زدند. آندریا در ساعات پس از مدرسه در نمایشنامه‌های فوق برنامه مدرسه‌ای نیز شرکت کرد.

## حرفه

### گروه کرز
آندریا کُر در سال ۱۹۹۰، با خواهران و برادرانش گروهی به نام کرز را تشکیل دادند. کار حرفه‌ای آنان در سال ۱۹۹۱ شروع شد، زمانی که برای فیلم تعهدات که در آن آندریا به جای نقش شارون ربیت حرف زده بود، تست بازیگری داد و قبول شد. جان هیوز هنگام تست بازیگری برای فیلم متوجه این گروه چهارنفره شد و موافقت کرد که مدیر برنامه‌های آنها شود. کرز در سال ۱۹۹۵ با آتلانتیک رکوردز قرارداد امضا کرد و به آمریکای شمالی سفر کرد تا اولین آلبوم خود «بخشوده، نه فراموش شده» را ضبط کند. این آلبوم دارای شش قطعه موسیقی بی‌کلام در میان قطعات سلتیک خود بود. هنگامی که آلبوم منتشر شد، در ایرلند، استرالیا، ژاپن و اسپانیا به موفقیت دست یافت. این آلبوم در بریتانیا و استرالیا گواهینامهٔ پلاتین گرفت و در ایرلند هم پلاتین چهارگانه دریافت کرد که آن را به یکی از محبوب‌ترین آلبوم‌های یک گروه ایرلندی تبدیل کرد.
پس از موفقیت اولین آلبوم خود، آنها حرف‌های یواشکی و آبی‌رنگ را به ترتیب در سال ۱۹۹۷ و ۲۰۰۰ منتشر کردند. در ابتدا حرف‌های یواشکی با موفقیت کم روبرو شد، تا اینکه نسخه ریمیکس آن منتشر شد، که در رتبه اول جدول در بسیاری از کشورها قرار گرفت و در بریتانیا و استرالیا به گواهینامهٔ پلاتین گرفت. آبی‌رنگ بیشتر سبک موسیقی پاپ داشت و در آهنگ‌های آن تأکید زیادی بر سینث‌سایزرهای الکترونیکی دیده می‌شد. این آلبوم موفق بود و در اولین هفته فروش خود در بریتانیا، ایرلند، استرالیا، آلمان، سوئیس و اتریش به رتبهٔ ۱ رسید و در فرانسه و نروژ در رتبه دوم قرار گرفت. این آلبوم در هفته دوم خود در سوئد و اسپانیا به جایگاه ۱ صعود کرد.

### بازیگری
آندریا کُر در سال ۱۹۹۱ با فیلم آلن پارکر به نام تعهدات وارد صنعت سینما شد که در آن نقش شارون رابیت را به عهده داشت. در سال ۱۹۹۶، پارکر نسخه سینمایی اپرای راک اویتا را کارگردانی می‌کرد که مدونا در آن نقش‌آفرینی می‌کرد. او آنقدر مشتاق حضور آندریا در فیلم بود که او را به عنوان معشوقه خوآن پرون انتخاب کرد، که آندریا در آن بخشی از «سلام و خداحافظ» را اجرا کرد. کُر صدای شخصیت کِیلی هنگام خواندن آواز، در اولین فیلم کاملاً انیمیشن برادران وارنر در سال ۱۹۹۸ به نام جستجو برای کملوت بود.
او نقش اصلی را در نمایشنامهٔ جین ایر به کارگردانی آلن استنفورد در سالن نمایش گیت در دوبلین بازی کرد که در ۹ نوامبر ۲۰۱۰ افتتاح شد.

## زندگی خصوصی
کُر در ۲۱ اوت ۲۰۰۹ با برت دزموند ازدواج کرد. خواهرانش شارون کُر و کارولین کُر ترانه «بدون مرز» را در مراسم عروسی خواندند، و دیمین دمپسی، شارون شانون، سیموس بیگلی و خودش نیز روی صحنه در کلیسا اجراهایی داشتند. در نوامبر ۲۰۱۱، بارداری کُر اعلام شد. کُر در ۲۸ آوریل ۲۰۱۲، دختری به نام جین و در ۴ ژانویه ۲۰۱۴ پسری به نام برت جونیور به دنیا آورد.